# Pentti Kahma
Pentti Aatos Kahma (Alavieska, 3 dicembre 1943) è un ex discobolo finlandese.

## Palmarès
| Anno | Manifestazione | Sede     | Evento           | Risultato | Misura  | Note |
| ---- | -------------- | -------- | ---------------- | --------- | ------- | ---- |
| 1971 | Europei        | Helsinki | Lancio del disco | 6º        | 60,64 m |      |
| 1972 | Olimpiadi      | Monaco   | Lancio del disco | 9º        | 59,66 m |      |
| 1974 | Europei        | Roma     | Lancio del disco | Oro       | 63,62 m |      |
| 1976 | Olimpiadi      | Montréal | Lancio del disco | 6º        | 63,12 m |      |

## Campionati nazionali
- 7 volte campione nazionale nel lancio del disco (1970/1971, 1973/1976, 1978)